# Eugenia macahensis
Eugenia macahensis är en myrtenväxtart som beskrevs av Otto Karl Berg. Eugenia macahensis ingår i släktet Eugenia och familjen myrtenväxter. Inga underarter finns listade i Catalogue of Life.